# Rantzwiller
Rantzwiller je občina v departmaju Haut-Rhin francoske regije Alzacija.
Leta 1990 je v občini živelo 452 oseb oz. 83 oseb/km².